# Astar Network
Astar NetworkとはPolkadotの「スマートコントラクト・ハブ」になることを目指したブロックチェーンであり、Polkadotのパラチェーンとして機能している。ネイティブトークンは「ASTR」である。開発は渡辺創太を中心としたStake Technolosies（ステイクテクノロジーズ）が行う。もともとは「Plasm Network」という名称で開始し、2021年9月にリブランディングをして「ASTAR Network」とした。2022年1月17日にメインネットが公開された。日本においてはGMOコインやbitbankなどの暗号資産取引所において上場している。

## 概要

### ASTR
Astar Networkでは、ネイティブトークンとして「ASTR」を用いる。ASTRは、トランザクションにおけるガス代の支払い、ガバナンストークンとしてプロジェクトの方針についての提案・投票機能、ステーキングの報酬などとして利用される。

### dApps staking
「dApp staking」とは、「Astar Network」と統合したdApp（分散型アプリケーション）やインフラストラクチャに対して、ユーザーが同ネットワークのネイティブトークン「ASTR」をステーキングすることで、開発者とユーザーが報酬を得られる仕組みであり、特定のdAppに対して「ASTR」をステーキングする事で、報酬を受取りながら開発者を支援することが可能となっている。

### スマートコントラクト
Astar NetworkはpolkadotへEVM（イーサリアムバーチャルマシン）やWASM（ウェブアッセンブリ）の機能を提供することで、イーサリアム上で作成したdApps（分散型アプリケーション）やスマートコントラクトを簡単に移行することができる。それにより複数のブロックチェーンをサポートするマルチチェーンスマートコントラクトのハブとしての役割を担う。

## 代表的なプロジェクト
- ArthSwap

ArthSwapは、Astar Network上に構築されたDEX（分散型取引所）であり、トークンスワップやステーキング、流動性マイニングなどの機能を提供する。また、ArthSwapで使用される暗号通貨としてARSWトークンが利用されている。
- AstridDAO

AstridDAOは米ドルステーブルコイン「BAI」を発行して、分散型金融市場のサービスを提供するプロジェクトである。
- Shiden Network

Shidenネットワークは、Polkadotの実験的ネットワーク「Kusama Network」への接続を目的に作られたAstar Networkの実験的なブロックチェーンであり、相互運用性とスケーラビリティ問題の解決を念頭に開発されている。
- Astar Farm

Astar Farmは、Astar Networkを利用したゲームであり、ASTRを預けることによってバーチャル空間上の畑で作物の栽培ができ、収穫した野菜はゲーム内で販売することで「ASTR」を獲得できる。